# Kill Me Three Times
Kill Me Three Times è un film del 2014 diretto da Kriv Stenders.